# 1782 Schneller
1782 Schneller è un asteroide della fascia principale. Scoperto nel 1931, presenta un'orbita caratterizzata da un semiasse maggiore pari a 3,1158575 UA e da un'eccentricità di 0,1570317, inclinata di 1,54279° rispetto all'eclittica.
L'asteroide è dedicato all'astronomo tedesco Heribert Schneller (1901-1967), prolifico osservatore di stelle variabili presso l'Osservatorio di Berlino-Babelsberg.